# Танго над пропастью
«Танго над пропастью» — молдавско-российский художественный фильм 1997 года, снятый в двух частях режиссёром Игорем Талпой. Имеет продолжение — «Мужской характер».

## Сюжет
Действие фильма начинается в 1995 году в Румынии, в городе Брашов. Вадим вместе со своей невестой Юлией отдыхают на курорте. Там они становятся свидетелями самоубийства старого офицера. Затем, возвращаясь на родину в одну из стран СНГ, Юлия и Вадим становятся свидетелями ограбления автобуса с челночниками отрядом бандитов. Позже налётчики избивают Вадима и насилуют Юлию. Вадим, как бывший офицер, начинает мстить банде. Для этого он входит в доверие к семье заказчиков из банды преступников. Но законным путём наказать преступников не так уж легко.

## В ролях
- Игорь Волков — Серж
- Лев Дуров — полковник / Марк Лукич
- Марина Могилевская — Лера
- Юрий Юрченко — Вадим
- Сильвия Лука[рум.] — Юля
- Владимир Епископосян — сержант
- Юрий Сувейкэ — артист
- Татьяна Новик — проститутка / Лаура
- Васили Зубку-Кодряну — нищий / Клим
- Тимофей Фёдоров — Вовик
- Игорь Гузун — Сэм
- Борис Бекет — Павел Петрович, прокурор
- Анна Макагон — королева
- Борис Боровский — дядя Боря
- Валериу Цуркану — хозяин казино
- Виктор Сарайкин — эпизод
- Евгения Тодорашко — эпизод

## Съёмочная группа
- Сценаристы: Николай Шумейко, Игорь Талпа, Розанна Клетинич
- Режиссёр-постановщик: Игорь Талпа
- Продюсер: Георгий Кушнир
- Оператор-постановщик: Юрий Зенин
- Композитор: Юрий Алябов
- Художник-постановщик: Игорь Григоращенко

## Награды и номинации
Участие на МКФ в Москве-97: форум СНГ; конкурсной программе КФ «Литература и кино-98» (Гатчина).

Очень даже неплохой, реалистичный и местами страшный фильм с крепким сюжетам и связными диалогами смотрится на одном дыхании. Главное в нем — не праведное отмщение, а достаточно точная обрисовка жутких обстоятельств, в которых приходится искать свою судьбу нашим людям. К сожалению, реальность заставляет их не верить в закон, а только в себя. Несмотря на некоторые недостатки, оценят ленту и те, кого судьба заставила пойти в бандиты, — «клюквы» мало.— редактор «Видеогида» Михаил Иванов